# Alegeri generale legislative în Regatul Unit, 2019
Alegerile generale legislative din Marea Britanie din 2019, au avut loc joi, pe 12 decembrie 2019, la doi ani și jumătate după alegerile generale anterioare din iunie 2017. Este cea de-a optsprezecea alegeri generale din Marea Britanie a domnia reginei Elisabeta a II-a.
Alegerile anticipate au fost declanșate după o perioadă de impas parlamentar cu privire la modul de a proceda la Brexit, o problemă care a dominat campania. Conservatorii au promis că „o să facă odată Brexitul împreună” cu acordul privind Brexit-ul al premierului Boris Johnson, în timp ce Partidul Laburist, condus de Jeremy Corbyn, a făcut campanie pentru un program de creșteri mari de cheltuieli publice și naționalizare, precum și un al doilea referendum privind Brexitul. Liberalii Democrați sub conducerea lui Jo Swinson au promis anularea Brexit-ului, la fel ca Partidul Național Scoțian condus de Nicola Sturgeon, care s-a concentrat și pe un al doilea referendum pentru independența scoțiană.
Cele mai recente sondaje al radiodifuzorilor a prezis o majoritate conservatoare de 86 de locuri, aducând în cele din urmă, un câștig de 47 de mandate, iar Partidul Laburist a pierdut 59 de mandate, rezultând o majoritate conservatoare de aproximativ 80 de locuri. Jeremy Corbyn a anunțat că va demisiona din funcția de lider al Partidului Laburist, după „o perioadă de reflecție”, ca răspuns la ceea ce părea a fi cel mai prost rezultat al alegerilor laboriste din 1935.
Obiectivul principal al Boris Johnson în convocarea unei alegeri anticipate a fost asigurarea unei majorități pentru a finaliza procesul de ieșire a Regatului Unit din Uniunea Europeană până la noul termen limită la 31 ianuarie 2020. Conservatorii au solicitat o creștere de cel puțin 9 locuri comparativ cu rezultatul lor din 2017 pentru atingerea acestui obiectiv. În timp ce Brexit a dominat puternic campania, alte probleme au inclus cheltuielile sociale, planul Laburist pentru renaționalizarea industriilor britanice și solicitarea SNP pentru un al doilea referendum pentru independența scoțiană.
Conservatorii au obținut cea mai mare pondere a voturilor din 1979 și au câștigat cel mai mare număr de locuri din 1987. Conservatorii au obținut peste 13,9 milioane de voturi, cel mai mare număr de voturi exprimate de orice partid din 1992. Partidul Laburist a primit 10,3 milioane. Au votat și au pierdut aproximativ 2,6 milioane de alegători față de 2017. Rata de participare la alegeri a fost de aproximativ 67,3%, chiar sub 2017, în ciuda vremii nefavorabile din majoritatea țării în ziua votării.
În Scoția, Partidul Național Scoțian a obținut 13 locuri și a votat 45% din voturi, în timp ce conservatorii au pierdut 7 din 13 locuri, în ciuda scăderii cu mai puțin de 4%, în principal din cauza ponderii mari a votului în favoarea Partidului Popular Național.
Sinn Féin a păstrat același număr de locuri, iar DUP a pierdut două locuri, în ciuda câștigării unei cote mai mari de voturi, în timp ce Partidul Social Democrat și Laburist (SDLP) a redobândit două locuri, iar Partidul Alianță și-a recăpătat un loc, oferindu-le acestuia din urmă două petrece o prezență restaurată în Camera Comunelor.

## Context
Datorită impasului cu privire la acordul de retragere Brexit până în 2019, unii comentatori politici au considerat că o alegeri anticipate pentru a rupe impasul era foarte probabilă.
În ianuarie 2019, Partidul Laburist a solicitat un vot de neîncredere asupra guvernului Theresa May, dar moțiunea nu a reușit să obțină un vot majoritar.
După ce May a renunțat la funția de prim-ministru, în speța rezultatelor la alegerile pentru Parlamentul European din 26 mai 2019, în cadrul primei prelungiri acordate negocierilor privind acordul de retragere, Partidul Conservator a suferit o provocare de conducere, ceea ce a dus la Boris Johnson să devină noul prim ministru la 23 iulie 2019 Împreună cu încercarea de a sparge impasul prin revizuirea acordului de retragere aranjat de negocierile predecesorului său, Johnson a făcut trei încercări pentru o alegere rapidă în cadrul procesului definit în (FTPA), ceea ce a necesitat o super-majoritate de două treimi în sprijinul acesteia.
Propunerea, denumită EPGEA, a asigurat o majoritate în Camera Comunelor cu 438 de voturi pentru 20 de voturi; încercarea de a adopta un amendament al partidelor de opoziție pentru alegerile care vor avea loc la 9 decembrie a eșuat cu 315 de voturi pentru 295. Camera Lorzilor și-a urmat procesul pe 30 octombrie, cu aprobarea regală făcută a doua zi pentru ratificarea sa.

## Data alegerilor
Termenul limită pentru depunerea actelor de nominalizare a candidaților a fost 14 noiembrie 2019. Data alegerilor este 12 decembrie 2019, secțiile de votare fiind deschise la 7 dimineața și închise la 22:00.
Datorită impasului cu privire la acordul de retragere Brexit, unii comentatori politici din 2019 au considerat că alegerile anticipate sunt foarte probabile. În ianuarie 2019, Partidul Laburist a solicitat un vot de încredere în guvernul Theresa May. Dacă aceasta ar fi fost adoptată și nu s-ar putea forma niciun guvern alternativ, aceasta ar fi dus la alegeri generale, dar moțiunea a picat. După ce a devenit prim-ministru în vară, Boris Johnson a făcut trei încercări la votul pentru alegerile generale anticipate în condițiile FTPA, dar fiecare nu a reușit să obțină supermajoritatea necesară pentru două treimi.

## Campanie electorală
Partidul Conservator și Partidul Laburist au fost cele mai mari două partide politice și au furnizat fiecărui prim-ministru încă din 1922. Partidul conservator a guvernat de la alegerile din 2010, în coaliție cu Liberalii Democrați din 2010 până în 2015. La alegerile generale din 2015 Partidul Conservator s-a angajat să ofere Referendumul asupra menținerii Regatului Unit în Uniunea Europeană cu privire Marea Britanie dacă ar trebui să părăsească Uniunea Europeană și a câștigat o majoritate la alegerile respective. În iunie 2016 a avut loc un referendum, iar campania concediu a câștigat cu 51,9% până la 48,1%. Marea Britanie a inițiat procesul de retragere în martie 2017, iar premierul Theresa May a declanșat o alegeri anticipate în 2017, pentru a demonstra sprijin pentru negocierea planificată pentru Brexit. Partidul Conservator a câștigat o multitudine de parlamentari, dar nu majoritate; au format un guvern minoritar, cu Partidul Democrat Unionist (DUP) ca partener de încredere și aprovizionare. Nici mai, nici succesorul ei, Boris Johnson (câștigător al alegerilor pentru conducerea Partidului Conservator din 2019) a reușit să asigure sprijin parlamentar fie pentru o înțelegere cu condițiile de ieșire a Regatului Unit din UE, fie pentru ieșirea din UE fără un acord convenit. Ulterior, Johnson a reușit să aducă Acordul său de retragere la a doua lectură în Parlament, după o altă prelungire până în ianuarie 2020.
Mai mult, pe durata de viață a parlamentului din 2017, douăzeci de parlamentari și-au părăsit partidele, cel mai mult din cauza disputelor cu conducerea lor de partid; unii au format noi partide și alianțe. În februarie 2019, opt parlamentari laburiști și trei parlamentari conservatori și-au dat demisia din partidele lor pentru a sta împreună The Independent Group, având în vedere că a suferit o schimbare și două schimbări de nume, la dizolvare, acest grup număra cinci parlamentari care au stat ca partid înregistrat Grupul Independent pentru Schimbare sub conducerea Anna Soubry.
Un motiv al defecțiunilor din partea Partidului Laburist a fost acuzațiile de antisemitism și acuzațiile pe care Jeremy Corbyn și conducerea partidului nu le-au făcut suficient pentru a rezolva problema. Partidul Laburist a intrat în campania electorală în curs de anchetă a Comisiei pentru egalitate și drepturile omului. Mișcarea Laburistă Evreiască a declarat că nu va face în general campanie pentru Partidul Laburist.

## Sondaje de opinie
Graficul de mai jos prezintă rezultatele sondajelor de opinie, mai ales doar ale alegătorilor din Marea Britanie, desfășurate de la alegerile generale în Regatul Unit din 2017 până în prezent. Linia reprezentată este media ultimelor 15 sondaje.

Conservatori
Laburiști
Democrații liberali
Partidul Brexit
SNP & Plaid Cymru
Verzii
Grup independent pentru schimbare
UKIP

### Predicții cu trei săptămâni înainte de vot
Sistemul electoral dedicat primelor voturi din trecut utilizat la alegerile generale din Regatul Unit înseamnă că numărul de locuri câștigate nu este direct legat de cota de vot. Astfel, mai multe abordări sunt utilizate pentru a converti datele privind scrutinul și alte informații în previziuni ale scaunului. Tabelul de mai jos prezintă unele dintre predicții.
| Partid                           | Partid                           | Electoral Calculus as of 20 November 2019 | Election Maps — Regatul Unitdin 20 noiembrie 2019 | Diverse alegeridin 20 noiembrie 2019   | BritainElectsdin 20 noiembrie 2019     |
| -------------------------------- | -------------------------------- | ----------------------------------------- | ------------------------------------------------- | -------------------------------------- | -------------------------------------- |
|                                  | Conservatori                     | 365                                       | 346                                               | 354                                    | 346                                    |
|                                  | Partidul Laburist                | 201                                       | 211                                               | 206                                    | 211                                    |
|                                  | SNP                              | 46                                        | 51                                                | 45                                     | 51                                     |
|                                  | Liberalii Democrați              | 19                                        | 18                                                | 25                                     | 24                                     |
|                                  | Plaid Cymru                      | 4                                         | 4                                                 | 4                                      | 4                                      |
|                                  | Partidul Verde                   | 1                                         | 1                                                 | 1                                      | 1                                      |
|                                  | Partidul Brexit                  | 0                                         | 0                                                 | 0                                      | 0                                      |
|                                  | Alții                            | 18                                        | 19                                                | 18                                     | 18                                     |
| Rezultat general (probabilitate) | Rezultat general (probabilitate) | Conservator Majoritate a 80 de mandate    | Conservator Majoritate a 42 de mandate            | Conservator Majoritate a 58 de mandate | Conservator Majoritate a 42 de mandate |

### Preziceri cu două săptămâni înainte de vot
| Partid           | Partid               | Electoral Calculusdin 27 noiembrie 2019 | Election Maps UKdin 28 noiembrie 2019  | Elections Etcdin 27 noiembrie 2019     | YouGovdin 27 noiembrie 2019           |
| ---------------- | -------------------- | --------------------------------------- | -------------------------------------- | -------------------------------------- | ------------------------------------- |
|                  | Partidul Conservator | 342                                     | 338                                    | 353                                    | 359                                   |
|                  | Partidul Laburist    | 224                                     | 226                                    | 208                                    | 211                                   |
|                  | SNP                  | 41                                      | 45                                     | 44                                     | 43                                    |
|                  | Liberalii Democrați  | 19                                      | 14                                     | 23                                     | 13                                    |
|                  | Plaid Cymru          | 4                                       | 5                                      | 4                                      | 4                                     |
|                  | Partidul Verzilor    | 1                                       | 1                                      | 1                                      | 1                                     |
|                  | Partidul Brexit      | 0                                       | 0                                      | 0                                      | 0                                     |
|                  | Independenți         | 19                                      | 19                                     | 19                                     | 19                                    |
| Rezultat general | Rezultat general     | Conservator Majoritate 34 de mandate    | Conservator Majoritate a 26 de mandate | Conservator Majoritate a 56 de mandate | Conservator Majoritate a 6 de mandate |

Notă: Alegerile diverse (Elections etc) nu adaugă până la 650 de locuri din cauza rotunjirilor. Șeful este afișat la „Altele+independenți”  și nu „Laburist”; cifrele majoritare presupun că toți membrii aleși își ocupă locurile.

### Ultimele calcule și predicții finale
| Partid           | Partid               | YouGovdin 10 decembrie 2019             | Electoral Calculusdin 12 decembrie 2019 | Election Maps UKdin 12 decembrie 2019   | Elections Etcdin 12 decembrie 2019      | UK-Electdin 11 decembrie 2019           |
| ---------------- | -------------------- | --------------------------------------- | --------------------------------------- | --------------------------------------- | --------------------------------------- | --------------------------------------- |
|                  | Partidul Conservator | 339                                     | 351                                     | 344                                     | 341                                     | 348                                     |
|                  | Partidul Laburist    | 231                                     | 224                                     | 223                                     | 224                                     | 217                                     |
|                  | PNS                  | 41                                      | 41                                      | 45                                      | 43                                      | 44                                      |
|                  | Liberalii Democrați  | 15                                      | 13                                      | 14                                      | 19                                      | 17                                      |
|                  | Plaid Cymru          | 4                                       | 2                                       | 4                                       | 4                                       | 4                                       |
|                  | Green Party          | 1                                       | 1                                       | 1                                       | 1                                       | 1                                       |
|                  | Partidul Brexit      | 0                                       | 0                                       | 0                                       | 1                                       | 0                                       |
|                  | Alții                | 19                                      | 18                                      | 18                                      | 19                                      | 19                                      |
| Rezultat general | Rezultat general     | Conservator Majoritate de 28 de mandate | Conservator Majoritate de 52 de mandate | Conservator Majoritate de 38 de mandate | Conservator Majoritate de 32 de mandate | Conservator Majoritate de 46 de mandate |

### Rezultate Exit-poll
Un Exit-poll realizat de Ipsos MORI pentru BBC, ITN și Sky News, a fost publicat la sfârșitul votului la ora 22:00, cu prognoza numărul de locuri pentru fiecare partid.
| Partid                                      | Partid                    | Mandate | Schimb     |
| ------------------------------------------- | ------------------------- | ------- | ---------- |
|                                             | Partidul Conservator      | 368     | ▲ 51       |
|                                             | Partidul Laburist         | 191     | ▼ 71       |
|                                             | Partidul Național Scoțian | 55      | ▲ 20       |
|                                             | Liberalii Democrați       | 13      | ▲ 1        |
|                                             | Plaid Cymru               | 3       | ▼1         |
|                                             | Green Party               | 1       | ▬          |
|                                             | Partidul Brexit           | 0       | Partid nou |
|                                             | Alții                     | 19      | ▲ 18       |
| Majoritatea conservatorilor cu 86 de locuri |                           |         |            |

## Rezultate
|                          |                                             |                                |           |                            |                            |                            |                            |                            |                 |                 |            |  |  |  |
| Partid politic           | Partid politic                              | Lider                          | Candidați | Membrii Parlamentului (MP) | Membrii Parlamentului (MP) | Membrii Parlamentului (MP) | Membrii Parlamentului (MP) | Membrii Parlamentului (MP) | Voturi          | Voturi          | Voturi     |  |  |  |
| Partid politic           | Partid politic                              | Lider                          | Candidați | Total                      | Au câștigat                | Au pierdut                 | Net                        | Din totalul (%)            | Total rezultate | Din totalul (%) | Schimb (%) |  |  |  |
|                          | Partidul Conservator                        | Boris Johnson                  | 635       | 365                        | 58                         | 10                         | ▲48                        | 56,2                       | 13.966.565      | 43,6            | +1,2       |  |  |  |
|                          | Partidul Laburist                           | Jeremy Corbyn                  | 631       | 202                        | 1                          | 61                         | ▼60                        | 31,1                       | 10.269.076      | 32,1            | −7,9       |  |  |  |
|                          | Liberalii Democrați                         | Jo Swinson                     | 611       | 11                         | 3                          | 4                          | ▼1                         | 1,7                        | 3.696.423       | 11,6            | +4,2       |  |  |  |
|                          | Partidul Național Scoțian                   | Nicola Sturgeon                | 59        | 48                         | 14                         | 1                          | ▲13                        | 7,4                        | 1.242.372       | 3,9             | +0,8       |  |  |  |
|                          | Partidul Verde al Angliei și Țării Galilor  | Siân Berry și Jonathan Bartley | 472       | 1                          | 0                          | 0                          | 0                          | 0,2                        | 865.697         | 2,7             | +1,1       |  |  |  |
|                          | Partidul Brexit                             | Nigel Farage                   | 275       | 0                          | 0                          | 0                          | 0                          | 0                          | 642.303         | 2,0             | +2,0       |  |  |  |
|                          | Plaid Cymru                                 | Adam Price                     | 36        | 4                          | 0                          | 0                          | 0                          | 0,6                        | 153.265         | 0,5             | 0,0        |  |  |  |
|                          | Yorkshire                                   | Christopher Whitwood           | 28        | 0                          | 0                          | 0                          | 0                          | 0                          | 29.201          | 0,1             | 0          |  |  |  |
|                          | Partidul Verde Scoțian                      | Patrick Harvie & Lorna Slater  | 22        | 0                          | 0                          | 0                          | 0                          | 0                          | 28.122          | 0,1             |            |  |  |  |
|                          | Partidul pentru independența Regatului Unit | Patricia Mountain              | 44        | 0                          | 0                          | 0                          | 0                          | 0                          | 22.817          | 0,1             | −1,8       |  |  |  |
|                          | Official Monster Raving Loony Party         | Howling Laud Hope              | 24        | 0                          | 0                          | 0                          | 0                          | 0                          | 9.739           | 0               | 0'         |  |  |  |
|                          | Alianța Poporului Creștin                   | Sidney Cordle                  | 27        | 0                          | 0                          | 0                          | 0                          | 0                          | 6.486           | 0               | 0          |  |  |  |
|                          | Gwlad Gwlad                                 | Sian Caiach                    | 3         | 0                          | 0                          | 0                          | 0                          | 0                          | 1.515           | 0               | nou-       |  |  |  |
|                          | Scottish Family Party                       | Richard Lucas                  | 2         | 0                          | 0                          | 0                          | 0                          | 0                          | 465             |                 |            |  |  |  |
|                          | Yeshua                                      | Colin Rankine                  | 2         | 0                          | 0                          | 0                          | 0                          | 0                          | 204             | 0.0             | nou        |  |  |  |
|                          | Alte partide                                | -                              | 222       | 19                         | 4                          | 3                          | <                          | 2,9                        | 153833          | 0,41            | -          |  |  |  |
| Voturi albe sau invalide | Voturi albe sau invalide                    | Voturi albe sau invalide       |           |                            |                            |                            |                            |                            |                 | -               | -          |  |  |  |
| Total                    | Total                                       | Total                          | 3429      | 650                        |                            |                            | 0                          | 100                        | 31.829.630      | 100             | 0          |  |  |  |
| Prezență                 | Prezență                                    | Prezență                       |           |                            |                            |                            |                            |                            | 47.587.254      | 67,30           | —          |  |  |  |

O proiecție de suprafață egală a circumscripțiilor.

Partidul Conservator a câștigat o victorie răsunătoare a asigura 365 de locuri. Conservatorii au câștigat locuri în mai multe fiefuri ale Partidului Laburist din Anglia de Nord, luînd locuri care au fost deținute de Laburiști timp de zeci de ani. Episcopul Auckland s-a alăturat drept conservator pentru prima dată în istoria sa de 134 de ani ca circumscripție. În cele mai proaste rezultate ale partidului în mai bine de 80 de ani, Partidul Laburist a pierdut un total de 59 de locuri reducându-le la 203 de locuri.
Partidul Național Scoțian a obținut 13 locuri, câștigând 48 din cele 59 de locuri din Scoția.
Liberalii Democrați nu au reușit să obțină rezultatele pe care le speraseră: au pierdut și au câștigat locuri, pentru o reducere netă de 1, reducându-le la 11 locuri în noul parlament.
| Noua majoritate a Guvernului | 80         |
| Total voturi exprimate       | 31.829.630 |
| Prezență                     | 67,3%      |

### Analiză
Sondajele au descoperit o relație puternică între vârstă mai mare și votul conservatorilor. Aproximativ un sfert de alegători au spus că aceștia au încercat să oprească partidul care le-a plăcut cel mai puțin să câștige, adică. votând tactic.